# Neptis theodora
Neptis theodora är en fjärilsart som beskrevs av Charles Oberthür 1906. Neptis theodora ingår i släktet Neptis och familjen praktfjärilar. Inga underarter finns listade i Catalogue of Life.